# Corophium
Corophium is een geslacht van vlokreeften uit de familie van de Corophiidae.

## Soorten
- Corophium arenarium Crawford, 1937
- Corophium bicaudatus Linnaeus, 1761
- Corophium colo Lowry, 2004
- Corophium denticulatum Ren, 1995
- Corophium laevicorne Sowinsky, 1880
- Corophium linearis Pennant, 1777
- Corophium longicornis J. C. Fabricius, 1779
- Corophium multisetosum Stock, 1952 - Brakwater-slijkgarnaal
- Corophium orientale Schellenberg, 1928
- Corophium urdaibaiense Marquiegui & Perez, 2006
- Corophium volutator (Pallas, 1766) - Wadkreeftje